# Pawian
Pawian (Papio) – rodzaj ssaków naczelnych z podrodziny koczkodanów (Cercopithecinae) w obrębie rodziny koczkodanowatych (Cercopithecidae).

## Zasięg występowania i biotop
Pawiany zamieszkują otwarte tereny leśne i trawiaste Afryki na południe od Sahary i kilka terenów górskich tej pustyni.

## Charakterystyka
Długość ciała (bez ogona) samic 35–69 cm, samców 43–100 cm, długość ogona samic 34–57 cm, samców 41–84 cm; masa ciała samic 8–20 kg, samców 16–35 kg. Pawiany mają wydłużony pysk, oczy położone blisko siebie, silne szczęki i krótki ogon. Dymorfizm płciowy jest uwidoczniony w rozmiarach ciała, ubarwieniu i uzębieniu. Sierść ciemnooliwkowo-brązowa, skóra na pośladkach jest naga, fioletowo-brązowa, przechodząca w różową podczas ciąży.

## Tryb życia i zachowanie
Prowadzą naziemny i stadny tryb życia. Wśród wszystkich gatunków pawianów znacznie odróżnia się trybem życia pawian płaszczowy, który tworzy złożone struktury oparte na systemie haremowym. Pozostałe gatunki, które określa się niekiedy wspólnym mianem pawianów sawannowych, skupiają się w grupy wielosamcowe z niewielką liczebną przewagą samic. Dominującymi samcami są z reguły młode, najsprawniejsze i najsilniejsze osobniki, niedawno przybyłe do stada. Starsze, wysłużone samce często zawiązują taktyczne koalicje, aby zespołowo przeciwstawić się młodemu samcowi alfa i wywalczyć sobie trochę więcej praw. Młode samce przechodzą okres kilku-, kilkunastomiesięcznej samotności po opuszczeniu macierzystego stada, a przed przyłączeniem się do nowego. Często stają się wtedy łupem drapieżników. Samicom w rui najczęściej asystuje przez jakiś czas wybrany samiec, tworząc z nią rodzaj tymczasowego stada. Samice często wybierają starszych, przyjaznych partnerów, a nie najsilniejszego samca, zwłaszcza gdy mają młode i obawiają się o ich los.
Pawiany zjadają prawie wszystko, ale szczególnie trawę, liście, owoce, orzechy, nasiona, korzenie, bulwy i kwiaty. Nie pogardzą również bezkręgowcami, młodymi ptakami i małymi ssakami, a nawet młodymi gazelami.
U pawianów po ciąży trwającej 173-193 dni samica rodzi 1 młode.
Długość życia pawianów dochodzi do 45 lat.

## Systematyka
Rodzaj zdefiniował w 1777 roku niemiecki zoolog i weterynarz Johann Christian Polycarp Erxleben w książce swojego autorstwa poświęconej systematyce królestwa zwierząt. Erxleben wymienił kilka gatunków – Simia Nemestrina Linnaeus, 1766, Simia maimon Linnaeus, 1766 (= Simia sphinx Linnaeus, 1758), Simia mormon Alströmer, 1766 (= Simia sphinx Linnaeus, 1758), Papio sphinx Erxleben, 1777 (= Cynocephalus papio Desmarest, 1821) i Simia apedia Linnaeus, 1758 (= Simia sciurea Linnaeus, 1758) – nie wyznaczając gatunku typowego; w ramach późniejszego oznaczenia w 1982 roku Międzynarodowa Komisja Nomenklatury Zoologicznej na typ nomenklatoryczny wyznaczyła pawiana gwinejskiego (P. papio).

### Etymologia
- Pavianus: niem. pavian ‘pawian’[19]. Gatunek typowy: Frisch wymienił kilka gatunków nie określając gatunku typowego.
- Papio: fr. papión ‘pawian’, od hiszp. papion ‘pawian’; nazwa w nowoczesnej łacinie została zaadaptowana przez Buffona[20].
- Cynocephalus: gr. κυνοκέφαλος kunokephalos ‘psiogłowy’, od κυων kuōn, κυνος kunos ‘pies’; -κεφαλος -kephalos ‘-głowy’, od κεφαλη kephalē ‘głowa’[21]. Gatunek typowy (absolutna tautonimia): Simia cynocephalus Linnaeus, 1766.
- Chaeropithecus (Choeropithecus): gr. χοιρος choiros ‘świnia’; πιθηκος pithēkos ‘małpa’[22]. Gatunek typowy (oznaczenie monotypowe): Simia cynocephalus Linnaeus, 1766.
- Hamadryas: w mitologii greckiej Hamadrias (gr. Άμαδρυάς Hamadryas) była nimfą leśną która miała żyć i umrzeć wraz z drzewem z którym była związana[23]. Gatunek typowy (absolutna tautonimia): Hamadryas choeropithecus Lesson, 1840 (= Simia hamadryas Linnaeus, 1758).
- Choiropithecus: gr. χοιρος choiros ‘świnia’; πιθηκος pithēkos ‘małpa’[24]. Gatunek typowy (oznaczenie monotypowe): Simia porcaria Boddaert, 1787 (= Simia Cercopithecus hamadryas ursinus Kerr, 1792).
- Comopithecus: gr. κομη komē ‘włosy’[25]; πιθηκος pithēkos ‘małpa’[26][11].

### Podział systematyczny
Do rodzaju należą następujące występujące współcześnie gatunki:
| Grafika | Gatunek            | Autor i rok opisu | Nazwa zwyczajowa   | Podgatunki         | Rozmieszczenie geograficzne | Podstawowe wymiary                      | Status IUCN |
| ------- | ------------------ | ----------------- | ------------------ | ------------------ | --- | --------------------------------------- | ----------- |
|         | Papio cynocephalus | (Linnaeus, 1766)  | pawian masajski    | 2 podgatunki       | południowo-wschodnia Somalia, wschodnia Kenia (włącznie z wyspą Manda), Tanzania, Malawi, wschodnia Zambia (na wschód od rzeki Luangwa) i północny Mozambik; być może skrajnie południowo-wschodnia Etiopia                                                       | DC: 51–85 cm DO: 34–66 cm MC: 8–28 kg   | LC          |
|         | Papio kindae       | Lönnberg, 1919    | pawian chudy       | gatunek monotypowy | północna Angola, południowa Demokratyczna Republika Konga, zachodnia Zambia (na zachód od rzeki Luangwa), skrajny południowo-zachodni Tanzania (prawdopodobnie na północ do Parku Narodowego Gór Mahale)                                                          | DC: 56–58 cm DO: 47–53 cm MC: 10–16 kg  | LC          |
|         | Papio ursinus      | (Kerr, 1792)      | pawian niedźwiedzi | 3 podgatunki       | południowo-zachodnia Angola (na północ wzdłuż wybrzeża do około 11°30′ szerokości geograficznej południowej), południowo-zachodnia Zambia, Namibia, Botswana, Zimbabwe, południowy Mozambik (na południe od rzeki Zambezi), Południowa Afryka, Eswatini i Lesotho | DC: 51–100 cm DO: 37–84 cm MC: 12–35 kg | LC          |
|         | Papio anubis       | (Lesson, 1827)    | pawian oliwkowy    | gatunek monotypowy | pas sawanny od Malawi, Gwinei i Sierra Leone do zachodniej Erytrei i Etiopii, na południe do północnej i wschodniej Demokratycznej Republiki Konga i północno-zachodniej Tanzanii; izolowana populacja na Saharze (masywy Tibesti, Aïr i Ennedi)                  | DC: 50–90 cm DO: 38–60 cm MC: 14–30 kg  | LC          |
|         | Papio papio        | (Desmarest, 1820) | pawian gwinejski   | gatunek monotypowy | skrajna Afryka Zachodnia w południowej Mauretanii, Senegalu, Gambii, Gwinei Bissau, zachodnim Malawi, zachodniej Gwinei i północno-zachodniego Sierra Leone; występowanie w zachodniej Liberii jest wysoce nieprawdopodobne                                       | DC: 35–86 cm DO: 43–70 cm MC: 10–26 kg  | NT          |
|         | Papio hamadryas    | (Linnaeus, 1758)  | pawian płaszczowy  | gatunek monotypowy | południowo-zachodnia Arabia Saudyjska (do Dżuddy), zachodni Jemen, północno-wschodni Sudan (Wzgórza Morza Czerwonego), wschodnia Erytrea, północno-wschodnia Etiopia, Dżibuti, północna Somalia                                                                   | DC: 50–95 cm DO: 37–60 cm MC: 10–21 kg  | LC          |

Kategorie IUCN:  LC  – gatunek najmniejszej troski,  NT  – gatunek bliski zagrożenia.
Opisano również gatunki wymarłe:
- Papio angusticeps (Broom, 1948)[29] (Afryka; plejstocen).
- Papio botswanae B.A. Williams, Ross, Frost, Waddle, Gabadirwe & Brook, 2012[30] (Afryka; plejstocen).
- Papio izodi Gear, 1926[31] (Afryka; plejstocen).
- Papio robinsoni Freedman, 1957[32] (Afryka; plejstocen).